# فلسفه جسمانی
فلسفهٔ جسمانی (به انگلیسی: Philosophy in the Flesh) کتابی است در خصوص علوم شناختی که توسط جورج لیکاف و مارک جانسون نگاشته شده‌است. در این کتاب با به کار گرفتن سه مفهوم اصلی جسمانیت، ناخودآگاه شناختی، و استعارهٔ شناختی یا استعارهٔ مفهومی، راه کتاب پیشین این دو نویسنده استعاره‌هایی که با آن‌ها زندگی می‌کنیم ادامه داده می‌شود. این کتاب در سه بخش، فلسفهٔ غرب را به صورت مفهومی و تاریخی مرور می‌کند و نشان می‌دهد چه خلل‌هایی بر آنچه تا حال گفته‌اند وارد است، و در بخش چهارم طرح نوی از اندیشهٔ فلسفی بر مبنای مفهوم‌های یادشده درمی‌اندازد که پاسخگوی پرسش‌های فلسفی بوده و از خلل‌های تاکنون در امان باشد.
کتاب نگاهی برآمده از علوم شناختی و به‌طور خاص دیدگاه‌های زبان‌شناسی شناختی است که نویسندگانش پیش‌تر نیز بخش‌هایی از آن را طرح کرده بودند. برای یافتن درکی ابتدایی از کتاب شاید بد نباشد به بخش‌هایی از مصاحبهٔ جان براکمن با جرج لیکاف اشاره کنیم که آن نیز به نام Philosophy In The Flesh A Talk With George Lakoff منتشر شده‌است.
لیکاف در این مصاحبه می‌گوید: «ما موجوداتی دارای عصب هستیم. [...] مغز ما ورودی خود را از باقی بدنمان می‌گیرد. این که بدن ما مانند چیست و در جهان چه طور کار می‌کند همان مفهوم‌هایی را پدیدمی‌آورد که ما برای فکر کردن به کار می‌گیریم ما نمی‌توانیم مثل هر چیزی فکر کنیم - بلکه تنها می‌توانیم چنان فکر کنیم که مغز در بدن نشستهٔ ما رخصت می‌دهد. [...] ذهن ذاتاً در بدن نشانده است. تفکر غالباً ناخودآگاه است. مفهوم‌های مجرد اغلب استعاری هستند. پس [از آنچه از استعاره در کتاب آمده] دستگاه‌های حسی-حرکتی ما استدلال مجردی را که می‌تواند از ما سر بزند محدود می‌کنند. بدن ما، مغز ما و تعامل‌های جسمی ما در جهان هر چه می‌توانیم بیندیشیم و بفهمیم را شکل داده، ممکن، و محدود کرده‌اند. این چیزی است که مجبور هستیم با آن نظریه‌پردازی کنیم.»

## مفهوم‌های بنیادین
شاید بتوان گفت سه مفهوم جسمانیت، ناخودآگاه شناختی و استعارهٔ شناختی مفهوم‌های بنیادین کتاب هستند. پس معرفی‌ای ابتدایی از این سه مفهوم بی‌وجه نخواهد بود:
- جسمانیت (embodiment): آنچه ما دربارهٔ یک موقعیت مشخصْ درست می‌دانیم به فهم جسمانی ما از آن موقعیت بستگی دارد که این فهم نیز به نوبهٔ خود با اندام‌های حسی ما، توانایی ما برای حرکت در اطراف و دست‌کاری اجسام، ساختمان پیچیدهٔ مغز ما، فرهنگ ما و برهم‌کنش‌های ما با محیط اطراف شکل می‌گیرد.[۳]
- ناخودآگاه شناختی (cognitive unconsciousness): علوم شناختی به این نتیجه دست یافته‌است که بخش عمدهٔ اندیشهٔ ما ناخودآگاه است، نه به مفهوم فرویدی سرکوب‌شده، بلکه به این معنی که در زیرِ سطحِ هوشیاریِ شناختی عمل می‌کند.[۴]
- استعارهٔ شناختی (cognitive metaphor) یا مفهومی: ما دربارهٔ پدیده‌های انتزاعی قضاوت‌های ذهنی می‌کنیم، و تجربهٔ ذهنی کسب می‌کنیم. این تجربه‌های ذهنی هر قدر هم که غنی باشند، نحوهٔ مفهوم‌سازی از آن‌ها، استدلال دربارهٔ آن‌ها و تجسم آن‌ها عمدتاً از حوزهٔ تجربه و اغلب از حوزه‌های تجربهٔ حسی-حرکتی می‌آید. سازوکار شناختی این امور استعارهٔ شناختی یا مفهومی است که به ما امکان می‌دهد تصویرهای ذهنی آشنای حوزهٔ حسی-حرکتی را برای حوزه‌های تجربهٔ ذهنی به کار ببریم.[۵]

## ساختار کتاب
کتاب ۴ بخش و ۲۵ فصل دارد. بخش ۱ و ۲ در جلد نخست ترجمه آمده‌اند و بخش ۳ و ۴ در جلد دوم. مروری بر بخش‌های کتاب:
- چگونه ذهن جسمانی سنت فلسفی غرب را به چالش می‌کشد

این بخش نشان می‌دهد سنت فلسفی غرب اغلب بر دوگانه‌انگاری‌هایی بنا شده‌است که واضح انگاشته می‌شده‌اند و هرگز مورد تردید یا پرسش جدی واقع نشده‌اند. دوگانه‌انگاری‌هایی مانند تن و ذهن، رئالیزم و ایدئالیزم و مانند آن‌ها. لیکاف و جانسون نشان می‌دهند که در بعضی جاها این دوگانه‌انگاری‌ها برآمده از خلط میان دو گزارش از یک وضعیت هستند و در بعضی جاها ناشی از مطلق‌انگاری مفروض حاکم بر انتخابی که عملاً مطلق نیست.
- رویدادها، علیت، زمان، خویشتن، و اخلاق (در متن انگلیسی: علوم شناختیِ ایده‌های فلسفی بنیادین)

در این بخش، به مفهوم‌هایی که در عنوان بخش آمده‌اند دوباره و این بار از دیدگاهی شناختی می‌نگریم و می‌آموزیم چه‌گونه این تصویر نوین و کارآمدتر از این مفهوم‌ها را به کار بگیریم.
- علومِ شناختیِ فلسفه

این بخش مروری سریع و خلاصه بر تاریخ فلسفه است از دیدگاهی شناختی. طبیعتاً این مرور شامل نوعی ارزیابی شناختی از محتوای آنچه مرور می‌شود نیز هست.
- فلسفهٔ جسمانی

بخش چهارم که عملاً شامل تنها یک فصل است، به بیانی بخش میوه‌چینی است. پس از مرور بخش سوم نویسندگان می‌توانند با رجوع به بزنگاه‌ها و محل بحث‌هایی که آنجا مشخص شد و نیز با رجوع به بازبینی‌هایی که از دید شناختی انجام یافت، نظام فلسفی نوینی بنا کنند که به پرسش‌های نظام‌های پیشین پاسخ بدهد اما شامل لغزش‌های شناختی نظام پیشین نباشد.